# 베이징 이공대학
베이징 이공대학(중국어: 北京理工大学)은 중화인민공화국 베이징시에 있는 국립대학이다. 한국어로는 한자 직독으로 북경이공대학이라고 불린다. 

## 연혁
1940년, 중국 공산당에 의해 옌안 시에서 연안자연과학원으로 설립하였다. 이후 1952년에 베이징공학원을 거쳐, 1988년에 현재의 교명으로 바꾸었다.